# Silvio Miana
Silvio Miana (Castello di Serravalle, 27 settembre 1926 – Modena, 16 dicembre 2016) è stato un politico e sindacalista italiano.

## Biografia
Figlio di mezzadri entra in clandestinità giovanissimo per partecipare alla Resistenza nei gruppi partigiani del modenese, fra Castelfranco e Spilamberto. Si iscrive al PCI a diciotto anni, quando inizia la sua attività sindacale nella lega dei mezzadri di cui diventa segretario provinciale di Modena appena ventenne. Il 9 gennaio 1950 quando la polizia comincia a sparare sugli operai delle Fonderie Riunite in sciopero viene mandato a Reggio Emilia per informare Giuseppe Di Vittorio, allora segretario nazionale della Cgil e deputato in Parlamento dei gravi fatti che stavano accadendo a Modena. Nell'ottobre del 1950 si sposa con Carmen Chiappelli, che resterà al suo fianco fino al giorno della sua scomparsa. Nel 1951 nasce la sua prima figlia, Carla. Nel 1952 viene nominato vice presidente della Lega cooperative di Modena ed entra nel comitato federale del PCI. Dal 1953 è membro della segreteria provinciale della CGIL modenese. Nel 1955 viene eletto segretario della federazione comunista di Modena, dopo un periodo al fianco di Giuseppe D'Alema e un corso di formazione alle Frattocchie.
Nel 1956 su sua iniziativa il consiglio comunale di Modena approva una risoluzione che condanna l'intervento sovietico in Ungheria. Nel 1958 organizza un incontro segreto in un'osteria di Magreta, a pochi chilometri da Modena, con i dirigenti della DC locale, il cui segretario all'epoca era Ermanno Gorrieri per proporre una nuova stagione di collaborazione sui temi dello sviluppo economico e sociale del territorio provinciale. Nel 1962 diventa segretario regionale del PCI dell'Emilia Romagna, regione che con le elezioni politiche del 1963 con il suo milione e mezzo di voti costituisce il bacino elettorale più importante dei comunisti in Italia. Su invito di Togliatti entra nella direzione del partito, insieme a Luciano Lama e Pio La Torre. Nel 1964 nasce il suo secondo figlio, Marco. Nel 1965 viene eletto all'unanimità presidente nazionale della Lega delle Cooperative e mutue, dove resterà per un decennio, rilanciando il movimento cooperativo, che in quel periodo registrerà una crescita importante. Sotto la sua presidenza si affermano i settori assicurativi con la nascita di Unipol, si consolida il settore del consumo con Coop Italia e Conad, si sviluppa il settore delle costruzioni e delle abitazioni.
Alla fine del 1975 rientra da Roma per fondare e dirigere Idroser, una società a capitale misto, costituita dalla Regione Emilia Romagna e partecipata da Eni per il riordino delle risorse idriche del territorio.
Nel 1976 viene eletto alla Camera dei deputati dove assumerà il ruolo di vicepresidente della commissione Industria a fianco di Loris Fortuna. Nel 1983 viene eletto al Senato dove ricoprirà la carica di questore, che manterrà anche nel corso della sua ultima legislatura, sempre al Senato. Nel 1990 rientra nella sua città natale a Modena per assumere nuovi incarichi nel CdA della Cassa di Risparmio, poi in Rolo Banca e infine in UniCredit. Diventa vicepresidente di Democenter e di Promo, quindi di Ascotributi e di Nomos Equitalia. All'età di 82 anni decide di sospendere ogni attività lavorativa per dedicarsi alla famiglia. Il 16 dicembre 2016 muore a Modena all'età di 90 anni.
Ha scritto un'autobiografia pubblicata da Franco Cosimo Panini Editore dal titolo Ne è valsa la pena. Autobiografia di un ragazzo di campagna prestato alla politica.